# Erwartung – Der Marco-Effekt

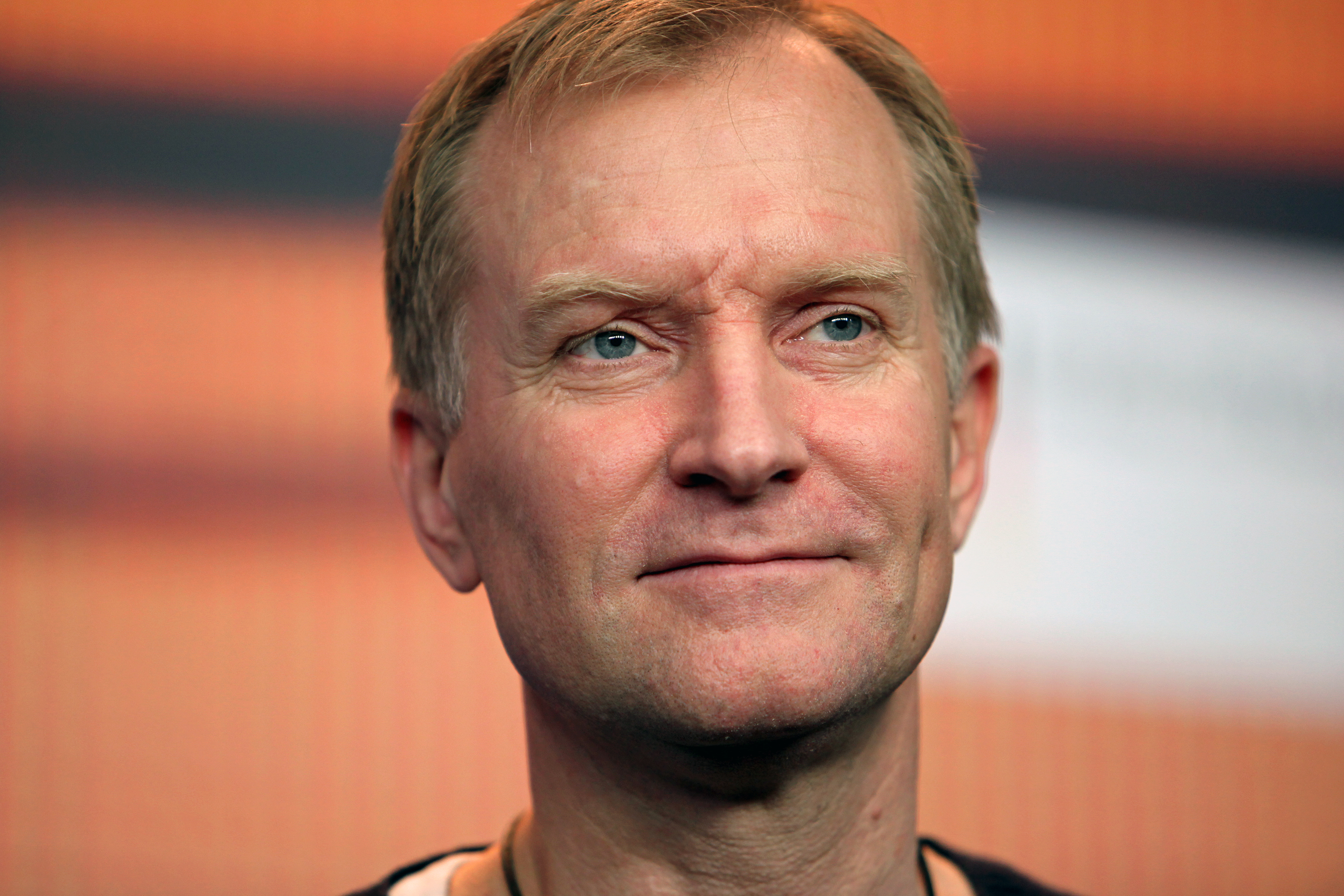
Ulrich Thomsen spielt in diesem Film erstmals Carl Mørck (Foto von 2017)

Erwartung – Der Marco-Effekt (Originaltitel Marco effekten) ist ein Thriller von Martin Zandvliet, der am 2. Juni 2022 in die deutschen Kinos kam. Es handelt sich um eine Verfilmung des gleichnamigen Romans des dänischen Schriftstellers Jussi Adler-Olsen, der 2012 als fünftes Werk des Autors in einer Krimibuch-Reihe zur Carl-Mørck-Dezernat-Q-Serie erschien. Im Vergleich zu den Verfilmungen zuvor wurde hier eine komplette Neubesetzung der Darsteller vorgenommen.

## Handlung
Der Roma-Junge Marco wird bei seiner Einreise nach Dänemark von der Polizei aufgegriffen, man findet bei ihm eine Seite aus dem Pass des vor vier Jahren verschwundenen William Stark. Dieser habe damals als Schwimmtrainer eine Schülerin vergewaltigt und Kinderpornografie auf seinem Rechner gespeichert. Der Fall wurde jedoch nach dem Verschwinden Starks schnell wieder zu den Akten gelegt. Aufgrund der neuen Informationen nehmen Carl Mørck mit Partner Assad und Assistentin Rose die Ermittlungen auf. Der verängstigte Marco aber sagt bei der ersten Befragung in seiner Unterkunft kein Wort.
Die Ermittler befragen die Schwimmerin Jeanne und danach auch Starks Frau Malena, die von der Unschuld ihres Mannes überzeugt ist. Stark habe sich für wohltätige Projekte eingesetzt und in Afrika beim Aufbau von Krankenhäusern geholfen. Von einem Journalisten erfahren die Ermittler, dass Stark vor seinem Verschwinden einem großen Betrugsskandal auf der Spur war, dass Spendengelder nicht in die Hilfsprojekte investiert, sondern zum eigenen Vorteil veruntreut wurden. Dies scheint bis in hohe Kreise wie dem Außenministerium hineinzureichen. Nach Starks Verschwinden arbeitete Teis Snap weiter an der internen Ermittlung, die jedoch zu nichts führte. Mittlerweile hat Snap eine hohe Beamtenposition.
Unterdessen ist Marco aus der Unterkunft weggelaufen, um zu seinem Vater zu gehen, der für den kriminellen Clanführer Zola arbeitet. Durch das aktuelle Geschehen sieht Zola eine Gefahr in Marco und lässt diesen suchen. Seine Schergen machen Marco schließlich in einer Baustelle ausfindig, genau wie Mørck und Assad, sodass es hier zu einer Konfrontation zwischen Polizei und Kriminellen kommt. Beim Versuch davonzulaufen, verletzt sich Marco, Zolas Männer können fliehen. Bei den weiteren Nachforschungen kommt heraus, dass Jeannes Vater nach der Vergewaltigungsanzeige hohe Überweisungen erhielt und später bei einem Unfall starb. Als sie Jeanne erneut befragen wollen, finden sie diese tot in ihrer Badewanne. Sie sind überzeugt, dass sie umgebracht wurde. Mørck spricht mit Malena und Tochter Thilde, von der er erfährt, dass ihr Marco eine Kette ihres Vaters gegeben habe. Marco sagt später Mørck, dass Stark tot sei und führt ihn zu seiner Leiche. Der Junge hatte die Leiche entdeckt und die Kette an sich genommen.
Mørck und Assad verhören Teis Snap, doch ihr Vorgesetzter Jacobsen bricht das Verhör ab und suspendiert Mørck. Als Mørck seine Sachen zusammenpackt, erkundigt er sich bei Rose nach dem Besitzer des Waldstücks, in dem Starks Leiche lag. Es gehört einem Bau- und Immobilienunternehmen, dessen Gründer Jens Brage-Schmidt dort wohnt. Auch Teis Snap ist im Vorstand des Unternehmens. Mørck fährt mit Assad zu dem Anwesen. Dort hat Snap gerade den alten Brage-Schmidt erstickt, bevor er selbst von Rene Eriksen, seinem Komplizen aus dem Außenministerium, erschossen wird. Als er davonfährt, passiert er noch die ankommenden Ermittler, die nur noch zusehen können, wie die Villa abbrennt. Zola hat inzwischen Marco entführt, doch die Ermittler können sie im Morgengrauen auf einem Waldweg stellen. Assad erschießt Zola, als dieser
Mørck als Geisel nimmt.
Als Mørck in den Fernsehberichten Eriksens Wagen sieht, kontrolliert er die Kameraaufnahmen aus seinem Wagen. Er erkennt in dem Auto, das vor Brage-Schmidts Villa begegneten, Eriksen. Sie nehmen ihn daraufhin fest. Marco fährt mit seinem Vater zurück in seine Heimat.

## Synchronisation
Die deutsche Synchronisation übernahm die Think Global Media GmbH in Berlin. Das Dialogbuch schrieben Benjamin Peter und Sabine Kaever, Dialogregie führte Christian Gaul.
| Rolle              | Darsteller                | Synchronsprecher     |
| ------------------ | ------------------------- | -------------------- |
| Carl Mørck         | Ulrich Thomsen            | Frank Röth           |
| Assad              | Zaki Youssef              | Jaron Löwenberg      |
| Gordon             | Mads Reuther              | Roland Wolf          |
| Hardy              | Thomas W. Gabrielsson     | Dieter Memel         |
| Jeanne             | Louise Gammelgaard        | Helen Malin Blaschke |
| Jens Brage-Schmidt | Joen Bille                | Joachim Kaps         |
| Malene             | Marie Sandø Jondal        | Franziska Endres     |
| Marcus Jacobsen    | Henrik Noél Olesen        | Thomas Nero Wolff    |
| Mona               | Lisa Carlehed             | Alexandra Wilcke     |
| Rene Eriksen       | Caspar Phillipson         | Klaus-Peter Grap     |
| Rose               | Sofie Torp                | Sonja Spuhl          |
| Teis Snap          | Anders Matthesen          | Christian Gaul       |
| Thilde             | Lizzielou Güldenløve Corf | Nele Ortmann         |
| Thor Samuelsson    | Shanti Roney              | Andree Solvik        |
| Zola               | Zdenek Godla              | Samuel Zekarias      |

## Kritiken
Der Filmdienst vergibt 2,5 von möglichen 5 Sternen und stellt fest: „Der exakt entlang der Nordic-Noir-Schablone zugeschnittene Thriller bedient effektiv, aber auch etwas vorhersehbar die Genre-Klischees, vergisst dabei aber die Zwischenräume des Menschlichen als Fundament fürs Ermittlungsprozedere.“
Oliver Armknecht gibt dem Film Erwartung – Der Marco-Effekt in seiner Kritik auf film-rezensionen.de insgesamt 5 von 10 Punkten.